# Team Miami (2023)
Team Miami is een Amerikaanse 3×3-basketbalploeg die de stad Miami vertegenwoordigd op internationale wedstrijden.

## Geschiedenis
De eerste keer dat een ploeg uitkwam als Team Miami in de World Tour was in 2013 op de WT San Juan. De ploeg verdween het seizoen erop alweer.
In 2023 werd een nieuwe ploeg opgericht in Miami. Canyon Barry en Kareem Maddox kwamen over van Team Princeton, Jimmer Fredette speelde ook voor de nationale ploeg, Dylan Travis kwam over van Team Omaha daarnaast speelde in de ploeg ook Bryce Wills voornamelijk als reservespeler en Christopher Keller die geen actie zag. Miami won in 2023 de WT Cebu en WT Abu Dhabi en werd in de finale vijfde.
In 2024 bleef de ploeg onveranderd, de ploeg won de openingswedstrijd van WT Utsunomiya en daarna ook nog de WT Edmonton. Na de Olympische Spelen werden er drie nieuwe spelers bij de ploeg gehaald dit waren Trey Bardsley, Mitch Hahn en James Parrott. Ze wonnen hierna nog de WT Neom. Aan het einde van het seizoen in de finale werden ze achtste.

## Spelers
- 2023: Canyon Barry, Jimmer Fredette, Christopher Keller, Kareem Maddox, Dylan Travis, Bryce Wills[1]
- 2024: Canyon Barry, Jimmer Fredette, Kareem Maddox, Dylan Travis, Bryce Wills, Trey Bardsley, Mitch Hahn, James Parrott[2]

## World Tour Resultaten
| Jaar | Punten | Positie | Finale | Overwinningen              |
| ---- | ------ | ------- | ------ | -------------------------- |
| 2023 | 455    | 6e      | 5e     | Cebu, Abu Dhabi            |
| 2024 | 568    | 6e      | 8e     | Utsunomiya, Edmonton, Neom |
| 2025 |        |         |        |                            |